# Dwa szylingi (moneta brytyjska)
Dwa szylingi, lub floren (ang. florin) – moneta będąca w obiegu w Wielkiej Brytanii od 1849 do decymalizacji w 1971 roku, a potem jako dziesięć nowych pensów do 1993. 

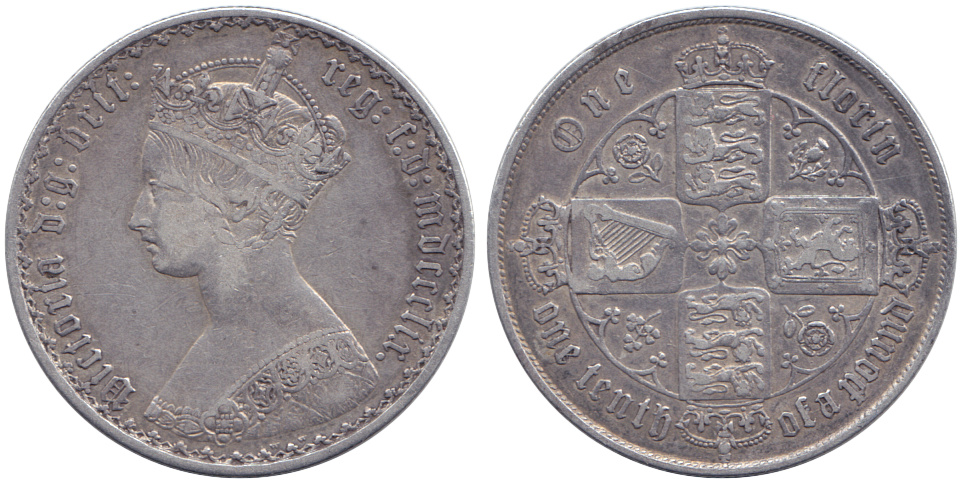
Dwa szylingi (floren) Wiktoria z 1859

W latach 1849–1946 moneta dwu szylingowa była bita ze srebra a od 1947 do 1970 z miedzioniklu.

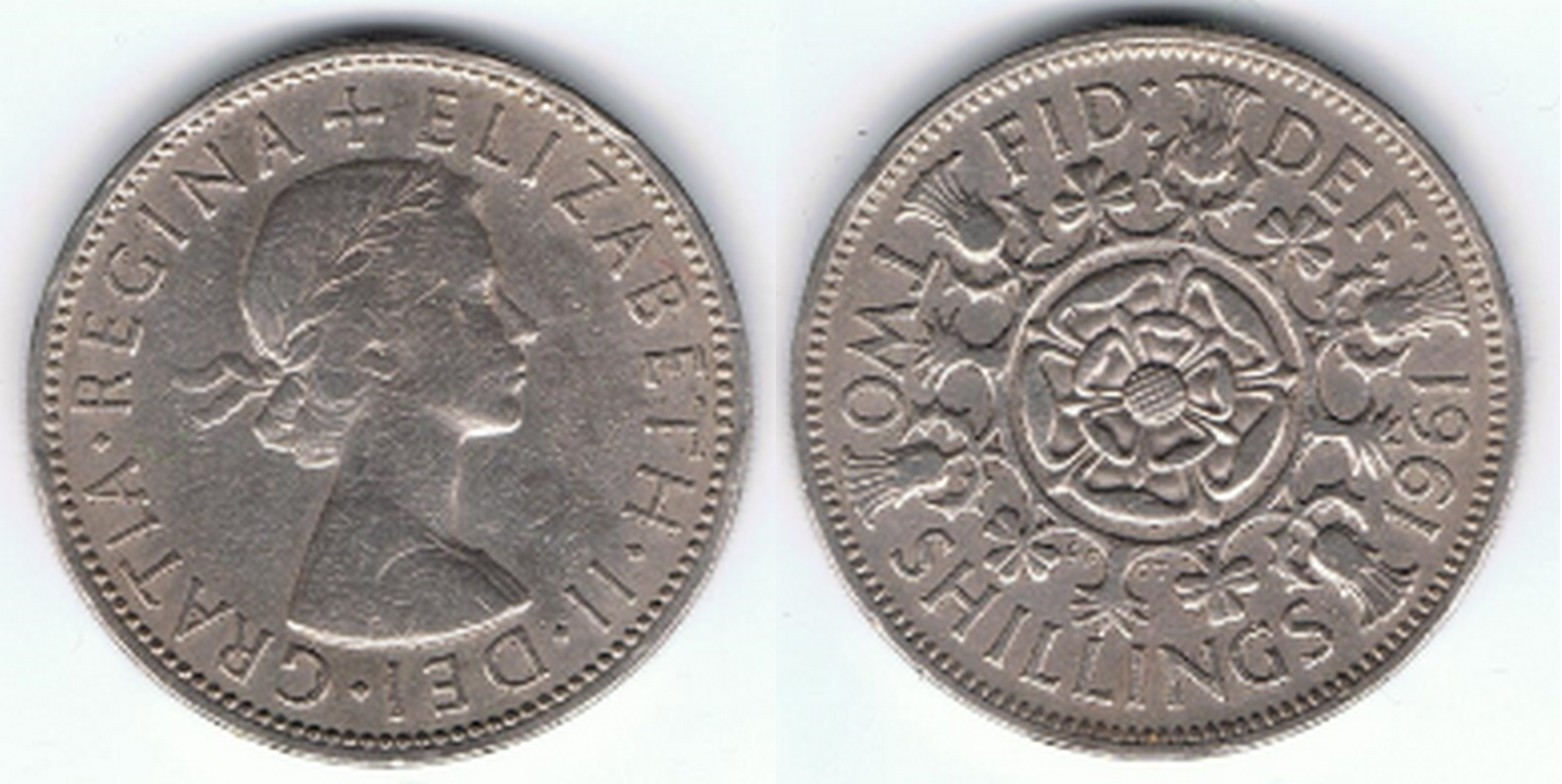
Dwa szylingi Elżbiety II z 1961